# Анима Виафе-Акентен, Нана
Нана Анима Виафе-Акентен (англ. Nana Anima Wiafe-Akenten) — ганская лингвистка, ведущая на телевидении и радио. Заведующая кафедрой Акан-Нзема Колледжа языкового образования, в кампусе Аджумако Университета образования, Виннеба в Гане. Первый человек, получивший докторскую степень, защитив диссертацию на языке тви.

## Личная жизнь
Анима родилась в Атвима-Офоазе в регионе Ашанти. Выросла в семье академиков. Замужем за доктором Чарльзом Б. Виафе-Акентенома, преподавателем факультета психологии Университета Ганы. Её первый ребёнок, доктор Майкл Виафе-Квагьян, преподаватель ботаники в том же университете. У неё есть три дочери — Нана Адвоа, Аво Асантеваа и Охенемаа Виафеваа.

## Образование
Анима получила среднее образование в средней школе Святой Розы в Акватии в Восточной области с 1991 по 1993 год. Окончила Университет Ганы со степенью бакалавра искусств в области лингвистики и театрального искусства (использование театра для высшего образования) в 1995 году. Получила степень доктора наук по изучению ганских языков (Akan Linguistics — Media Discourse) в Университете Ганы в июле 2017 года. Она написала диссертацию на языке тви, став первым человеком, кто это сделал. По её словам, основной трудностью написания академической статьи на тви был правильный перевод цитат и терминологии научного письма с английского языка.

## Работа в медиа
Она работала на телеканале GTV с 2003 по 2013 год. Она также вела программу под названием Amammerefie на местной радиостанции Asempa FM с 2008 по 2010 год. Кроме того, она работала руководителем новостей на аканских языках в Top Radio и Radio Universe, в Аккре.

## Общественная работа
Доктор Анима учредила Фонд «Language Watch Foundation», чтобы помочь обуздать использование вульгарного языка в эфире, и центр языка и медиа Nananom для обучения людей навыкам письма на тви, выбора слов, публичных выступлений, использования пословиц и запретных слов.